# Bianca Andreescu
Bianca Vanessa Andreescu (ur. 16 czerwca 2000 w Mississauga) – kanadyjska tenisistka rumuńskiego pochodzenia, mistrzyni US Open 2019 w grze pojedynczej kobiet oraz Australian Open 2017 i French Open 2017 w grze podwójnej dziewcząt, finalistka French Open 2023 w grze mieszanej.

## Kariera tenisowa
W rozgrywkach zawodowych zadebiutowała w lipcu 2015 roku w turnieju ITF w kanadyjskim Gatineau.
Na swoim koncie ma wygranych pięć turniejów w grze pojedynczej i trzy w grze podwójnej rangi ITF.
W parze z Carson Branstine wygrała Australian Open 2017 w grze podwójnej dziewcząt. We wrześniu Kanadyjki osiągnęły finał deblowych zawodów w Québecu, w którym przegrały z Tímeą Babos i Andreą Hlaváčkovą.
W sezonie 2019 Bianca Andreescu udowodniła, że jest jedną z najlepiej rokujących młodych tenisistek. W styczniu osiągnęła finał rozgrywek kategorii WTA International Series w Auckland oraz wygrała zawody cyklu WTA 125K series w Newport Beach. W marcu okazała się najlepsza w turnieju rangi WTA Premier Mandatory w Indian Wells, gdzie w meczu mistrzowskim zwyciężyła z Angelique Kerber 6:4, 3:6, 6:4. W sierpniu pokonała Serenę Williams w finale rozgrywek rangi WTA Premier 5 w Toronto. Dzięki ponownemu zwycięstwu nad Amerykanką w meczu mistrzowskim podczas US Open niecały miesiąc później, stała się pierwszą w historii kanadyjską tenisistką triumfującą w turnieju wielkoszlemowym i zarazem czwartą debiutantką, której ta sztuka udała się w erze open. Tuż po tym sukcesie burmistrz miasta Toronto, John Tory, ogłosił dzień 16 września Dniem Bianki Andreescu.
W sezonie 2021 awansowała do spotkania o tytuł w rozgrywkach kategorii WTA 1000 w Miami, ale skreczowała przy wyniku 3:6, 0:4 w meczu z Ashleigh Barty.
W 2022 roku osiągnęła finał w Bad Homburg vor der Höhe, w którym uległa Caroline Garcii 7:6(5), 4:6, 4:6.
W czerwcu 2023 roku osiągnęła finał w mikście podczas French Open, partnerując Michaelowi Venusowi, z którym w finale przegrali z parą Miyu Katō–Tim Pütz 6:4, 4:6, 6–10.

## Historia występów wielkoszlemowych
Legenda
     W, wygrany turniej
     F, przegrana w finale
     SF, przegrana w półfinale
     QF, przegrana w ćwierćfinale
     xR, przegrana w x rundzie
     A, brak startu
     NH, turniej nie odbył się

### Występy w grze pojedynczej
| Australian Open        | A   | A   | A   | Q1  | 2R | A  | 2R | A  | 2R | A   | A | 0 / 3  | 3 – 3   |  |  |  |  |  |  |  |  |  |  |  |  |  |
| French Open            | A   | A   | Q1  | Q3  | 2R | A  | 1R | 2R | 3R | 3R  |   | 0 / 5  | 6 – 4   |  |  |  |  |  |  |  |  |  |  |  |  |  |
| Wimbledon              | A   | A   | 1R  | Q3  | A  | NH | 1R | 2R | 3R | 3R  |   | 0 / 5  | 5 – 5   |  |  |  |  |  |  |  |  |  |  |  |  |  |
| US Open                | A   | A   | Q1  | Q1  | W  | A  | 4R | 3R | A  | 1R  |   | 1 / 4  | 12 – 3  |  |  |  |  |  |  |  |  |  |  |  |  |  |
|                        |     |     |     |     |    |    |    |    |    |     |   |        |         |  |  |  |  |  |  |  |  |  |  |  |  |  |
| Ranking na koniec roku | 633 | 306 | 182 | 178 | 5  | 7  | 46 | 45 | 92 | 132 |   | 1 / 17 | 26 – 15 |  |  |  |  |  |  |  |  |  |  |  |  |  |

### Występy w grze podwójnej
| Australian Open        | A   | A   | A   | A   | A    | A    | A | A   | A    | A | A | 0 / 0 | 0 – 0 |  |  |  |  |  |  |  |  |  |  |  |  |  |  |
| French Open            | A   | A   | A   | A   | A    | A    | A | A   | A    | A |   | 0 / 0 | 0 – 0 |  |  |  |  |  |  |  |  |  |  |  |  |  |  |
| Wimbledon              | A   | A   | A   | A   | A    | NH   | A | A   | A    | A |   | 0 / 0 | 0 – 0 |  |  |  |  |  |  |  |  |  |  |  |  |  |  |
| US Open                | A   | A   | A   | A   | 1R   | A    | A | A   | A    | A |   | 0 / 1 | 0 – 1 |  |  |  |  |  |  |  |  |  |  |  |  |  |  |
|                        |     |     |     |     |      |      |   |     |      |   |   |       |       |  |  |  |  |  |  |  |  |  |  |  |  |  |  |
| Ranking na koniec roku | 970 | 371 | 159 | 541 | 1207 | 1269 | – | 380 | 1357 | – |   | 0 / 1 | 0 – 1 |  |  |  |  |  |  |  |  |  |  |  |  |  |  |

### Występy w grze mieszanej
| Australian Open | A | A | A | A | A | A  | A | A | A | A | A | 0 / 0 | 0 – 0 |  |  |  |  |  |  |  |  |  |  |  |  |  |  |
| French Open     | A | A | A | A | A | NH | A | A | F | A |   | 0 / 1 | 4 – 1 |  |  |  |  |  |  |  |  |  |  |  |  |  |  |
| Wimbledon       | A | A | A | A | A | NH | A | A | A | A |   | 0 / 0 | 0 – 0 |  |  |  |  |  |  |  |  |  |  |  |  |  |  |
| US Open         | A | A | A | A | A | NH | A | A | A | A |   | 0 / 0 | 0 – 0 |  |  |  |  |  |  |  |  |  |  |  |  |  |  |
|                 |   |   |   |   |   |    |   |   |   |   |   |       |       |  |  |  |  |  |  |  |  |  |  |  |  |  |  |
|                 |   |   |   |   |   |    |   |   |   |   |   | 0 / 1 | 4 – 1 |  |  |  |  |  |  |  |  |  |  |  |  |  |  |

### Występy juniorskie w grze pojedynczej
| Turniej         | 2015 | 2016 | 2017 | 2018 | Tytuły |
| --------------- | ---- | ---- | ---- | ---- | ------ |
| Australian Open | A    | 3R   | SF   | A    | 0 / 2  |
| French Open     | A    | A    | QF   | A    | 0 / 1  |
| Wimbledon       | A    | 3R   | A    | A    | 0 / 1  |
| US Open         | A    | SF   | A    | A    | 0 / 1  |

### Występy juniorskie w grze podwójnej
| Turniej         | 2015 | 2016 | 2017 | 2018 | Tytuły |
| --------------- | ---- | ---- | ---- | ---- | ------ |
| Australian Open | A    | QF   | W    | A    | 1 / 2  |
| French Open     | A    | A    | W    | A    | 1 / 1  |
| Wimbledon       | A    | A    | A    | A    | 0 / 0  |
| US Open         | A    | QF   | A    | A    | 0 / 1  |

## Finały turniejów WTA
| Legenda                     | Legenda |
| --------------------------- | ------- |
| Wielki Szlem                |         |
| Igrzyska olimpijskie        |         |
| WTA Tour Championships      |         |
| 2009 – 2020                 |         |
| WTA Premier Mandatory       |         |
| WTA Premier 5               |         |
| WTA Premier                 |         |
| WTA International Series    |         |
| WTA 125K series (2012–2020) |         |
| od 2021                     |         |
| WTA 1000 (obowiązkowe)      |         |
| WTA 1000 (nieobowiązkowe)   |         |
| WTA 500                     |         |
| WTA 250                     |         |
| WTA 125                     |         |

### Gra pojedyncza 7 (3–4)
| Końcowy wynik | Nr | Data             | Turniej                  | Nawierzchnia | Przeciwniczka     | Wynik finału     |
| ------------- | -- | ---------------- | ------------------------ | ------------ | ----------------- | ---------------- |
| Finalistka    | 1. | 6 stycznia 2019  | Auckland                 | Twarda       | Julia Görges      | 6:2, 5:7, 1:6    |
| Zwyciężczyni  | 1. | 17 marca 2019    | Indian Wells             | Twarda       | Angelique Kerber  | 6:4, 3:6, 6:4    |
| Zwyciężczyni  | 2. | 11 sierpnia 2019 | Toronto                  | Twarda       | Serena Williams   | 3:1 krecz        |
| Zwyciężczyni  | 3. | 7 września 2019  | US Open                  | Twarda       | Serena Williams   | 6:3, 7:5         |
| Finalistka    | 2. | 3 kwietnia 2021  | Miami                    | Twarda       | Ashleigh Barty    | 3:6, 0:4 krecz   |
| Finalistka    | 3. | 25 czerwca 2022  | Bad Homburg vor der Höhe | Trawiasta    | Caroline Garcia   | 7:6(5), 4:6, 4:6 |
| Finalistka    | 4. | 16 czerwca 2024  | ’s-Hertogenbosch         | Trawiasta    | Ludmiła Samsonowa | 6:4, 3:6, 5:7    |

### Gra podwójna 1 (0–1)
| Końcowy wynik | Nr | Data             | Turniej | Nawierzchnia    | Partnerka        | Przeciwniczki                 | Wynik finału |
| ------------- | -- | ---------------- | ------- | --------------- | ---------------- | ----------------------------- | ------------ |
| Finalistka    | 1. | 17 września 2017 | Québec  | Dywanowa (hala) | Carson Branstine | Tímea Babos Andrea Hlaváčková | 3:6, 1:6     |

### Gra mieszana 1 (0–1)
| Końcowy wynik | Nr | Data           | Turniej     | Nawierzchnia | Partner       | Przeciwnicy        | Wynik finału   |
| ------------- | -- | -------------- | ----------- | ------------ | ------------- | ------------------ | -------------- |
| Finalistka    | 1. | 8 czerwca 2023 | French Open | Ceglana      | Michael Venus | Miyu Katō Tim Pütz | 6:4, 4:6, 6–10 |

## Finały turniejów WTA 125

### Gra pojedyncza 1 (1–0)
| Końcowy wynik | Nr | Data             | Turniej       | Nawierzchnia | Przeciwniczka  | Wynik finału  |
| ------------- | -- | ---------------- | ------------- | ------------ | -------------- | ------------- |
| Zwyciężczyni  | 1. | 27 stycznia 2019 | Newport Beach | Twarda       | Jessica Pegula | 0:6, 6:4, 6:2 |

### Gra podwójna 1 (1–0)
| Końcowy wynik | Nr | Data        | Turniej | Nawierzchnia | Partnerka       | Przeciwniczki             | Wynik finału |
| ------------- | -- | ----------- | ------- | ------------ | --------------- | ------------------------- | ------------ |
| Zwyciężczyni  | 1. | 2 maja 2025 | Vic     | Ceglana      | Aldila Sutjiadi | Leylah Fernandez Lulu Sun | 6:2, 6:4     |

## Występy w Turnieju Mistrzyń

### W grze pojedynczej
| Rok  | Rezultat     | Przeciwniczka                  | Wynik                       |
| 2019 | Faza grupowa | Simona Halep Karolína Plíšková | 6:3, 6:7(6), 3:6 3:6, krecz |

## Finały turniejów ITF
| turnieje z pulą nagród 100 000 $ (W100)  |
| turnieje z pulą nagród 75/80 000 $ (W80) |
| turnieje z pulą nagród 50/60 000 $ (W75) |
| turnieje z pulą nagród 25 000 $ (W35)    |
| turnieje z pulą nagród 15 000 $ (W15)    |
| turnieje z pulą nagród 10 000 $          |

### Gra pojedyncza 9 (5–4)
| Rezultat     |    | Data       | Turniej         | ($)    | Naw.          | Przeciwniczka    | Wynik               |
| Finalistka   | 1. | 02/08/2015 | Gatineau        | 25 000 | Twarda        | Alexa Glatch     | 4:6, 3:6            |
| Zwyciężczyni | 1. | 14/08/2016 | Gatineau        | 25 000 | Twarda        | Ellie Halbauer   | 6:2, 7:5            |
| Finalistka   | 2. | 23/10/2016 | Saguenay        | 50 000 | Twarda (hala) | Catherine Bellis | 4:6, 2:6            |
| Zwyciężczyni | 2. | 26/02/2017 | Rancho Santa Fe | 25 000 | Twarda        | Kayla Day        | 6:4, 6:1            |
| Zwyciężczyni | 3. | 02/04/2017 | Pula            | 25 000 | Ceglana       | Bernarda Pera    | 6:7(8), 6:2, 7:6(8) |
| Finalistka   | 3. | 01/04/2018 | Kofu            | 25 000 | Twarda        | Luksika Kumkhum  | 3:6, 3:6            |
| Finalistka   | 4. | 08/04/2018 | Kashiwa         | 25 000 | Twarda        | Luksika Kumkhum  | 3:6, 6:7(4)         |
| Zwyciężczyni | 4. | 21/10/2018 | Florence        | 25 000 | Twarda        | Mari Osaka       | 6:4, 2:6, 6:3       |
| Zwyciężczyni | 5. | 18/11/2018 | Norman          | 25 000 | Twarda        | Camila Osorio    | 6:1, 6:0            |

### Gra podwójna 4 (3–1)
| Rezultat     |    | Data       | Turniej  | ($)    | Naw.          | Partnerka                    | Przeciwniczki                       | Wynik             |
| Zwyciężczyni | 1. | 14/08/2016 | Gatineau | 25 000 | Twarda        | Charlotte Robillard-Millette | Mana Ayukawa Samantha Murray        | 4:6, 6:4, 10–6    |
| Finalistka   | 1. | 22/10/2016 | Saguenay | 50 000 | Twarda (hala) | Charlotte Robillard-Millette | Elena Bogdan Mihaela Buzărnescu     | 4:6, 7:6(4), 6–10 |
| Zwyciężczyni | 2. | 28/10/2017 | Saguenay | 60 000 | Twarda (hala) | Carol Zhao                   | Francesca Di Lorenzo Erin Routliffe | walkower          |
| Zwyciężczyni | 3. | 21/07/2018 | Gatineau | 25 000 | Twarda        | Carson Branstine             | Hsu Chieh-yu Marcela Zacarías       | 6:3, 1:6, 2:6     |

## Występy w igrzyskach olimpijskich

### Gra pojedyncza
| Runda                                                                        | Przeciwniczka               | Wynik    |
| ---------------------------------------------------------------------------- | --------------------------- | -------- |
|                                                                              |                             |          |
| Letnie Igrzyska Olimpijskie w Paryżu 2024, reprezentując państwo Kanada [PR] |                             |          |
| I runda                                                                      | Dania: Clara Tauson         | 6:2, 6:3 |
| II runda                                                                     | Chorwacja: Donna Vekić [13] | 3:6, 4:6 |

## Finały juniorskich turniejów wielkoszlemowych

### Gra podwójna (2)
| Końcowy wynik | Rok  | Turniej         | Nawierzchnia | Partnerka        | Przeciwniczki                          | Wynik finału |
| Zwyciężczyni  | 2017 | Australian Open | Twarda       | Carson Branstine | Maja Chwalińska Iga Świątek            | 6:1, 7:6(4)  |
| Zwyciężczyni  | 2017 | French Open     | Ceglana      | Carson Branstine | Olesia Pierwuszyna Anastasija Potapowa | 6:1, 6:3     |